# معهد أيتكس للتكنولوجيا النسيجية
معهد آيتكس للتكنولوجيا النسيجية  (AITEX) Textile Technological Institute هو مركز تكنولوجي يقع في إسبانيا مخصص للبحث في مجالات العلوم والتكنولوجيا التي لها تطبيقات في صناعة النسيج.

## تاريخه
وهي جمعية خاصة غير ربحية، تتكون من شركات النسيج والشركات ذات الصلة، والهدف الرئيسي منها هو تحسين القدرة التنافسية للقطاع وتقديم حلول تعتمد على النسيج للمجتمع تساهم في تحسين الرفاهية والصحة ونوعية الحياة للناس. الاسم الشائع الاستخدام هو آيتكسلأنه اختصار باللغة الإسبانية "لجمعية أبحاث صناعة النسيج". تم تأسيسها عام 1985 بمبادرة من حكومة فالنسيا، من خلال معهد الصناعة الصغيرة والمتوسطة التابع لحكومة فالنسيا (IMPIVA). وكان رئيسها المؤسس هو ريكاردو كاردونا سلفادور، الذي ظل في منصبه حتى عام 1992. كان رافائيل تيرول أثنار "مستشارًا" فخريًا من عام 1992 إلى عام 2009. يقع المقر الرئيسي في ألكوي، وهي مدينة في أليكانتي ذات تقاليد صناعية ونسيجية، ولكنها تضم أيضًا وحدتين تقنيتين. يقع أحدهما في منتزه فالنسيا للتكنولوجيا، والآخر في أونتينينت، حيث يتم تقديم الدعم لكل من هذه المناطق الصناعية. وعلى المستوى الدولي، لديها أيضًا وفود في الصين والهند وباكستان.
ويعمل المعهد في مجالات مختلفة من المعرفة، بما في ذلك المنسوجات الذكية والوظيفية، وراحة المنسوجات، وتطبيقات التكنولوجيا الحيوية في عمليات النسيج، وتكنولوجيا النانو المطبقة على تطوير المواد النسيجية، وعمليات النسيج الجديدة، وحلول النسيج لمجالات مثل الصحة والحماية الشخصية والأمن.
تنشر آيتكس منذ عام 2000 مطبوعة تسمى AITEX Review، وهي مطبوعة كل أربعة أشهر تجمع الابتكارات والأخبار التقنية والعلمية التي يتم تطبيقها في قطاع النسيج. عام 2005، أنشأت آيتكس علامة "صنع في الأخضر Made in Green"، وهي شهادة تضمن أن المنتجات لا تحتوي على مواد ضارة بالصحة وأنها من وجهة نظرها تحترم البيئة والحقوق العالمية للعمال.